# Miriam Putz
Miriam Putz (* 11. Dezember 1981 in Göttingen als Miriam Schaper) ist eine deutsche Politikerin (Bündnis 90/Die Grünen). Von 2020 bis 2023 war sie Mitglied der Hamburgischen Bürgerschaft.

## Leben
Miriam Putz studierte Philosophie, Politologie und Betriebswirtschaftslehre und wurde 2017 in Philosophie mit einer Arbeit zur Verantwortung von Unternehmen promoviert. Anschließend wurde sie bei der Hamburger Stiftung für Wirtschaftsethik tätig.
Putz hat seit 2019 ein Mandat in der Bezirksversammlung Eimsbüttel inne und amtiert als deren Vorsitzende. Bei der Bürgerschaftswahl in Hamburg 2020 erhielt sie ein Direktmandat im Wahlkreis Stellingen – Eimsbüttel-West in der Hamburgischen Bürgerschaft. Putz war ab 2020 Sprecherin der Grünen-Fraktion für Wirtschaft, Tourismus, Flughafen und Hafen. Im Dezember 2023 legte sie ihr Bürgerschaftsmandat aus persönlichen Gründen nieder und wechselte zur Handelskammer Hamburg. Für sie rückte Charlotte Stoffel in die Bürgerschaft nach.